# Hughie Green
Hughes Green, detto Hughie (Londra, 2 febbraio 1920 – Londra, 3 maggio 1997), è stato un conduttore televisivo, attore e produttore televisivo britannico naturalizzato canadese, considerato una delle prime icone della televisione britannica.

## Biografia
Nato a Londra da padre scozzese e da madre inglese, ebbe come padrino l'attore comico Harry Tate dal quale prese fin da bambino interesse e passione per il mondo dello spettacolo. A 14 anni Hugh già conduceva un proprio programma radiofonico per la BBC ("Hughie Green and His Gang") e aveva debuttato al cinema come attore bambino, dapprima con una piccola parte in Little Friend (1934) con Nova Pilbeam, e quindi come protagonista in Midshipman Easy (1935).
Da giovane attore, tra il 1937 e il 1940, partecipò a vari altri film, tra cui Non sono una spia (1940). Trasferitosi in Canada nel 1942 dopo il matrimonio, durante la seconda guerra mondiale fu arruolato nella Royal Canadian Air Force.
Terminata la guerra, tornò a Londra nel 1947 e riprese la sua carriera di attore partecipando ad alcuni film. La sua popolarità tuttavia è legata soprattutto al suo ruolo di presentatore in popolarissimi programmi televisivi britannici come Opportunity Knocks (1956-1978), che Green aveva dapprima condotto con successo alla radio fin dal 1949, e Double Your Money (1955-1968). Fu inoltre ospite fisso di numerose trasmissioni della televisione britannica,
A lui è stato dedicato il film biografico Hughie Green, Most Sincerely (2008), diretto da Dan Percival e con protagonista Trevor Eve.

### Vita privata
Dal 1942 fino alla separazione nel 1961, Green fu sposato con Claire Wilson, dalla quale ebbe due figli. Nella sua vita ebbe numerose relazioni, dalle quali ebbe altri figli.
Morì in un ospedale di Londra, dov'era ricoverato per le conseguenze di un cancro ai polmoni, il 3 maggio 1997, all'età di 77 anni. Dopo la sua morte si apprese che Green era il padre biologico della giornalista e conduttrice televisiva Paula Yates, moglie di Bob Geldof.

## Filmografia

### Cinema
- Raffiche (Little Friend), regia di Berthold Viertel (1934) - non accreditato
- Radio Pirates, regia di Ivar Campbell (1935)
- Midshipman Easy, regia di Carol Reed (1935)
- Melody and Romance (1937)
- Music Hall Parade (1939)
- Down Our Halley(1939)
- Non sono una spia (Tom Brown's School Days (1940)
- Peccatori senza peccato (If Winter Comes), regia di Victor Saville (1947)
- Casa mia  (Hills of Home (1948)
- Paper Orchide (1949)
- What's Up Superdoc! (1978)

## Programmi televisivi

### Attore
- "Purple and Fine Linen", episodio della serie TV Lux Video Theatre (1951)
- Channel Nine, cortometraggio (1955)
- A Santa for Christmas, film TV (1957)
- "Leave It to the Women", episodio della serie TV Life with the Lyons (1960)
- "The Christmas Show", episodio della serie TV The Dickie Henderson Show (1962)
- Rome, Sweet Home, film TV (1966)
- Whodunnit?, serie TV (1974) - due episodi

### Conduttore
- Double Your Money (1955-1968)
- Opportunity Knocks (1956-1978)
- Spectacular (1959)
- The Sky's the Limit (1971)

### Produttore
- Spectacular (1959)
- Opportunity Knocks (1976)